# Nekrolog 1744
Nekrolog
◄◄
| ◄
| 1740
| 1741
| 1742
| 1743
| 1744 | 1745 | 1746 | 1747 | 1748 | ► | ►►
Weitere Ereignisse | Allgemeiner Nekrolog 1744
Die Beschreibung der verstorbenen Person sollte so kurz wie möglich gehalten sein und nur deren signifikante Tätigkeit(en) enthalten.
Neue Namen ggf. auch unter dem Geburts- und Sterbedatum, also etwa unter 1. Januar und im Geburts- und Sterbejahr (2024) eintragen (nur bei entsprechender großer Wichtigkeit). Für Beispiele siehe die schon vorhandenen Artikel.
Außerdem über die fünf zuletzt Verstorbenen, zu denen es einen ausreichend guten Artikel für eine Präsentation auf der Hauptseite gibt, nach der todesbedingten Überarbeitung der Artikel ggf. auch unter Wikipedia Diskussion:Hauptseite informieren und sie am besten auch in den anderen Wikipedia-Sprachversionen eintragen. Tipp: Regelmäßig bei news.google.de nach „ist tot“, „gestorben“ oder „verstorben“ suchen.
Wenn eine Person gestorben ist, gibt es viele Seiten zu dieser Person in der Wikipedia, die davon auch betroffen sind und entsprechend aktualisiert werden müssen. Beispiele: Namenübersichtsseite, Geburtsjahr, Geburtsort-Seiten und viele mehr.
Wie finde ich die betroffenen Seiten?
Im Suchfeld auf der linken Seite gibt man den Suchbegriff so ein: „Vorname Nachname“. Dann klickt man auf Volltext und alle Seiten mit entsprechendem Suchtext werden aufgerufen. Hier sieht man dann schnell, wo auch das Todesjahr Sinn macht oder sogar ein Teil des Artikels angepasst werden muss. Auch hilft das „Werkzeug“ auf der linken Seite sehr gut, um solche Seiten aufzufinden: „Links auf diese Seite“. Somit ist die Wikipedia wieder aktuell in allen Bereichen! Hinweis: bei Eintragung der Kategorie „Gestorben JAHR“ wird der Missbrauchsfilter 49 ausgelöst, was jedoch nicht schlimm ist. Siehe: Spezial:Missbrauchsfilter/49
Dies ist eine Liste von im Jahr 1744 verstorbenen bekannten Persönlichkeiten. Die Einträge erfolgen innerhalb der einzelnen Daten alphabetisch sortiert. Tiere sind im Nekrolog für Tiere zu finden.

## Januar
| Tag        | Name                            | Beruf, bekannt als                                                                              | Alter | Beleg |
| ---------- | ------------------------------- | ----------------------------------------------------------------------------------------------- | ----- | ----- |
| 4. Januar  | Johann Jacob Eybelwieser        | Barockmaler                                                                                     |       |       |
| 4. Januar  | Peter David Stürler             | Berner Offizier und Magistrat                                                                   | 43    |       |
| 6. Januar  | Christoph Friedrich von Thümen  | preußischer Generalmajor, Kommandant von Glogau sowie Amtshauptmann von Kößlin und Kasimirsburg |       |       |
| 8. Januar  | Eugen Schmid                    | Abt des Klosters Waldsassen                                                                     | 55    |       |
| 13. Januar | Hans Caspar Werdmüller          | Schweizer Baumeister, Offizier und Politiker.                                                   | 80    |       |
| 15. Januar | Charles-Hubert Gervais          | französischer Kapellmeister und Komponist                                                       | 72    |       |
| 15. Januar | Heinrich von Suhm               | dänischer Schoutbynacht und Gouverneur in Dänisch-Guinea sowie in Dänisch-Westindien            | 50    |       |
| 18. Januar | Michele Marieschi               | italienischer Maler                                                                             | 33    |       |
| 20. Januar | Richard Jones                   | englischer Violinist und Komponist                                                              |       |       |
| 23. Januar | Giambattista Vico               | italienischer Geschichts- und Rechtsphilosoph                                                   | 75    |       |
| 24. Januar | Marie Poussepin                 | französische Nonne, Ordensgründerin und Selige                                                  | 90    |       |
| 26. Januar | Johann Friedrich Henckel        | deutscher Arzt, Mineraloge, Metallurg und Chemiker                                              | 65    |       |
| 26. Januar | Ludwig Andreas von Khevenhüller | österreichischer Feldmarschall und Oberbefehlshaber                                             | 60    |       |
| 28. Januar | Christian Hölmann               | deutscher Dichter und Mediziner                                                                 | 66    |       |
| 29. Januar | Thomas Mansel, 2. Baron Mansel  | walisischer Adliger und Politiker                                                               | 24    |       |

## Februar
| Tag         | Name                            | Beruf, bekannt als                                              | Alter | Beleg |
| ----------- | ------------------------------- | --------------------------------------------------------------- | ----- | ----- |
| 5. Februar  | Hermann Friedrich Teichmeyer    | deutscher Mediziner                                             | 58    |       |
| 7. Februar  | Constantin von Billerbeck       | preußischer Oberst                                              | 70    |       |
| 7. Februar  | Georg Heinrich Gercken          | Jurist und Ratsherr der Hansestadt Lübeck                       |       |       |
| 10. Februar | Christian von Herold            | preußischer Geheimer Finanz-, Kriegs- und Domänen-Rat in Berlin | 74    |       |
| 11. Februar | Tommaso Bernardo Gaffi          | italienischer Organist, Kapellmeister und Komponist             |       |       |
| 11. Februar | Hedwig Ulrike Taube von Odenkat | schwedische Gräfin, Mätresse                                    | 29    |       |
| 13. Februar | Pierre Gobert                   | französischer Maler                                             | 82    |       |
| 14. Februar | John Hadley                     | englischer Astronom und Mathematiker                            | 61    |       |
| 15. Februar | Niccolò Gualtieri               | italienischer Arzt und Naturforscher                            | 55    |       |
| 15. Februar | František Vaclav Míča           | tschechischer Komponist                                         | 49    |       |
| 15. Februar | Hermannus Oosterdijk Schacht    | niederländischer Mediziner                                      | 71    |       |
| 29. Februar | John Theophilus Desaguliers     | Naturphilosoph                                                  | 60    |       |

## März
| Tag      | Name                                  | Beruf, bekannt als                                                                 | Alter | Beleg |
| -------- | ------------------------------------- | ---------------------------------------------------------------------------------- | ----- | ----- |
| 3. März  | Jean Barbeyrac                        | französisch-schweizerischer Jurist, Rechtshistoriker und Vertreter des Naturrechts | 69    |       |
| 4. März  | Gottlieb Stolle                       | deutscher Polyhistor                                                               | 71    |       |
| 8. März  | Johann Bernhard Siemerding            | deutscher Maler                                                                    |       |       |
| 14. März | Johann Ulrich von König               | deutscher Schriftsteller                                                           | 55    |       |
| 18. März | Gaudentius Köck                       | österreichischer Orgelbauer                                                        | 52    |       |
| 19. März | Ernst Christoph Arnoldi               | deutscher Rechtswissenschaftler                                                    | 48    |       |
| 20. März | William Maxwell, 5. Earl of Nithsdale | schottischer Adeliger, 5. Earl of Nithsdale                                        |       |       |
| 23. März | Jöran Nordberg                        | schwedischer Historiker und Geistlicher                                            | 66    |       |
| 31. März | Johann Ulrich Tresenreuter            | deutscher Pädagoge, Philologe, Philosoph und evangelischer Theologe                | 33    |       |

## April
| Tag       | Name                            | Beruf, bekannt als                                                                          | Alter | Beleg |
| --------- | ------------------------------- | ------------------------------------------------------------------------------------------- | ----- | ----- |
| 1. April  | Pedro Malo de Villavicencio     | spanischer Jurist und Kolonialverwalter                                                     |       |       |
| 5. April  | Maria Crescentia Höss           | Heilige, Mystikerin, und Franziskanerinnen-Oberin                                           | 61    |       |
| 10. April | Roman Märkl                     | deutscher Ordensgeistlicher und Abt                                                         | 84    |       |
| 11. April | Antioch Dmitrijewitsch Kantemir | russischer Dichter, Satiriker, Diplomat und ein früher Vertreter der Aufklärung in Russland | 35    |       |
| 26. April | Domenico Sarro                  | italienischer Komponist des neapolitanischen Barock                                         | 64    |       |

## Mai
| Tag     | Name                                                   | Beruf, bekannt als                                                                                  | Alter | Beleg |
| ------- | ------------------------------------------------------ | --------------------------------------------------------------------------------------------------- | ----- | ----- |
| 3. Mai  | Sophie Eleonore von Schleswig-Holstein-Sonderburg-Beck | Prinzessin der gottorpschen Line des Hauses Oldenburg                                               | 85    |       |
| 4. Mai  | Joseph Oswald Graf von Attems                          | Bischof von Lavant von 1724 bis 1744                                                                |       |       |
| 6. Mai  | Matthias von Bülow                                     | braunschweigischer Oberst und Regimentschef                                                         |       |       |
| 6. Mai  | Anders Celsius                                         | schwedischer Astronom, Mathematiker und Physiker                                                    | 42    |       |
| 7. Mai  | Joachim Lange                                          | deutscher evangelischer Theologe                                                                    | 73    |       |
| 9. Mai  | Johann Samuel Beyer                                    | deutscher Kantor und Komponist                                                                      |       |       |
| 10. Mai | Anton von Lüneburg                                     | Jurist und Bürgermeister der Hansestadt Lübeck                                                      | 70    |       |
| 17. Mai | Johann Kaspar Haferung                                 | deutscher lutherischer Theologe                                                                     | 75    |       |
| 17. Mai | Bonaventura Schwanthaler                               | Bildhauer und Anführer des bayerischen Volksaufstands 1705                                          | 65    |       |
| 25. Mai | Carl Edzard                                            | Fürst von Ostfriesland                                                                              | 27    |       |
| 29. Mai | Cäsar Joseph von Lentulus                              | Bürger von Bern, kaiserlicher Feldmarschall-Lieutenant und zuletzt Kommandant der Festung Kronstadt | 61    |       |
| 30. Mai | Alexander Pope                                         | englischer Dichter, Übersetzer und Schriftsteller                                                   | 56    |       |
| 30. Mai | Marsilius Franz Sturmfeder von Oppenweiler             | südwestdeutscher Adeliger                                                                           | 70    |       |
| Mai     | Philipp Ernst von Bardeleben                           | preußischer Oberst, Chef des Füselier-Regiment Nr. 43                                               |       |       |

## Juni
| Tag       | Name                            | Beruf, bekannt als                                                                         | Alter | Beleg |
| --------- | ------------------------------- | ------------------------------------------------------------------------------------------ | ----- | ----- |
| 3. Januar | Karl Hermann von Brevern        | deutschbaltischer Staatsmann                                                               | 39    |       |
| 7. Juni   | Meir Eisenstadt                 | österreichischer Rabbiner                                                                  |       |       |
| 8. Juni   | Johann Volkamer                 | deutscher Mediziner und Botaniker                                                          | 82    |       |
| 14. Juni  | David Faßmann                   | deutscher Schriftsteller, Historiograph und Publizist                                      |       |       |
| 20. Juni  | Johann Ignaz Egedacher          | süddeutscher Orgelbauer                                                                    | 68    |       |
| 24. Juni  | Joseph von Hessen-Rotenburg     | Erbprinz und Thronfolger der Landgrafschaft Hessen-Rotenburg                               | 38    |       |
| 25. Juni  | Friedrich Casimir von Gemmingen | brandenburg-ansbachischer Hofrat und Assessor beim Reichskammergericht in Wetzlar          | 49    |       |
| 27. Juni  | Jean Frédéric Bernard           | französischer Autor, Übersetzer, Drucker, Verleger                                         |       |       |
| 28. Juni  | Lazzaro Pallavicino             | italienischer römisch-katholischer Geistlicher, Titularerzbischof und päpstlicher Diplomat | 60    |       |
| 28. Juni  | Benedikt Schmier                | deutscher Benediktiner und Autor                                                           | 62    |       |
| 29. Juni  | André Campra                    | französischer Komponist                                                                    |       |       |

## Juli
| Tag      | Name                          | Beruf, bekannt als                                                          | Alter | Beleg |
| -------- | ----------------------------- | --------------------------------------------------------------------------- | ----- | ----- |
| 9. Juli  | Kasper Niesiecki              | polnischer Jesuit und Heraldiker                                            | 61    |       |
| 14. Juli | Jakob Immanuel Pyra           | deutscher Dichter                                                           | 28    |       |
| 17. Juli | Charles d’Orléans de Rothelin | französischer Theologe und Gelehrter                                        | 52    |       |
| 17. Juli | Johann Martin Wolff           | deutscher Mediziner, Arzt in Schweinfurt                                    | 28    |       |
| 25. Juli | Claudio Domenico Albini       | italienischer römisch-katholischer Bischof                                  | 65    |       |
| 25. Juli | Domenico Sceberras            | maltesischer Geistlicher, Titularbischof und Generalvikar des Bistums Malta | 72    |       |
| 27. Juli | Alphonse des Vignoles         | französisch-reformierter Geistlicher und Wissenschaftler                    | 94    |       |

## August
| Tag           | Name                               | Beruf, bekannt als                                                                    | Alter | Beleg |
| ------------- | ---------------------------------- | ------------------------------------------------------------------------------------- | ----- | ----- |
| 1. August     | Edmund Friedrich Levin von Nagel   | Amtsdroste in Stromberg und Generalmajor in der fürstbischöflichen Armee              |       |       |
| 6. August     | Gottfried Ludwig Mencke der Ältere | deutscher Rechtswissenschaftler                                                       | 61    |       |
| 9. August     | James Brydges, 1. Duke of Chandos  | britischer Edelmann, Bauherr und Mäzen                                                | 71    |       |
| 9. August     | Gottfried Balthasar Scharff        | lutherischer Theologe, Liederdichter und Erbauungsschriftsteller                      | 68    |       |
| 10. August    | Nicolas Gédoyn                     | französischer Kleriker und Übersetzer                                                 | 67    |       |
| 14. August    | Philippine Elisabeth Cäsar         | deutsche Reichsfürstin                                                                | 58    |       |
| 16. August    | Johann Jakob Dachs                 | Schweizer evangelischer Geistlicher                                                   | 77    |       |
| Tag unbekannt | Georg Heinrich Werndly             | deutscher Missionsprediger und außerordentlicher Professor für orientalische Sprachen | 50    |       |

## September
| Tag           | Name                                      | Beruf, bekannt als                                                   | Alter | Beleg |
| ------------- | ----------------------------------------- | -------------------------------------------------------------------- | ----- | ----- |
| 1. September  | Friedrich Anton                           | Fürst von Schwarzburg-Rudolstadt                                     | 52    |       |
| 7. September  | Karl Friedrich                            | Reichsfürst zu Fürstenberg                                           | 30    |       |
| 12. September | Friedrich Wilhelm von Brandenburg-Schwedt | Prinz von Preußen, nichtregierender Markgraf von Brandenburg-Schwedt | 30    |       |
| 18. September | Lewis Theobald                            | britischer Herausgeber und Autor                                     |       |       |
| 18. September | Michał Serwacy Wiśniowiecki               | litauischer Hetman und Großkanzler                                   | 64    |       |
| 25. September | Jakob Tillmann von Hallberg               | kurpfälzischer Hofkanzler und Minister                               | 62    |       |

## Oktober
| Tag         | Name                                    | Beruf, bekannt als                                                                                         | Alter | Beleg |
| ----------- | --------------------------------------- | --- | ----- | ----- |
| 3. Oktober  | Antonio Maria de Gennaro                | italienisch-österreichischer Hofmedailleur und Direktor der königlich-kaiserlichen Graveurakademie in Wien |       |       |
| 4. Oktober  | John Balchen                            | britischer Admiral                                                                                         | 74    |       |
| 5. Oktober  | Friedrich Benedict Carpzov II.          | deutscher Jurist und Rechtswissenschaftler                                                                 | 41    |       |
| 10. Oktober | Johann Heinrich Schulze                 | deutscher Universalgelehrter                                                                               | 57    |       |
| 12. Oktober | Peter Cornelius Beyweg                  | Weihbischof in Speyer                                                                                      | 74    |       |
| 17. Oktober | Guarneri del Gesù                       | italienischer Geigenbauer                                                                                  | 46    |       |
| 18. Oktober | Sarah Churchill, Duchess of Marlborough | Jugendfreundin und enge Vertraute der Königin Anne und Ehefrau John Churchills                             | 84    |       |
| 20. Oktober | Johann Christoph Lauterbach             | deutscher Kartograf und Ingenieuroffizier                                                                  | 69    |       |
| 21. Oktober | Wilhelmine von Grävenitz                | Mätresse Eberhard Ludwigs von Württemberg                                                                  | 59    |       |
| 22. Oktober | Leopold Anton von Firmian               | Bischof in Lavant, Seckau und Laibach, Erzbischof von Salzburg                                             | 65    |       |
| 22. Oktober | Joachim Ernst von Zimmernow             | königlich preußischer Oberst, Chef des Infanterie-Regiments Nr. 43                                         |       |       |
| 24. Oktober | Giuseppe Firrao (Geistlicher, 1670)     | italienischer Geistlicher, Diplomat des Heiligen Stuhls, Bischof von Aversa und Kardinalstaatssekretär     | 74    |       |
| 24. Oktober | Adam Friedrich von Flemming             | sächsischer Reichsgraf und königlicher Kammerherr                                                          | 57    |       |
| 25. Oktober | Christian Pescheck                      | deutscher Mathematiklehrer und Autor                                                                       | 68    |       |
| 28. Oktober | Johann Adolph Hartmann                  | deutscher Historiker und Hochschullehrer                                                                   | 64    |       |
| 28. Oktober | Johann Ehrenfried Zschackwitz           | deutscher Historiker und Heraldiker                                                                        | 75    |       |
| 29. Oktober | Ishida Baigan                           | japanischer Gelehrter, Gründer von Shingaku                                                                | 59    |       |
| 30. Oktober | Lambert Daniel Kastens                  | deutscher und dänischer Orgelbauer                                                                         |       |       |
| 31. Oktober | Leonardo Leo                            | italienischer Komponist des Barock                                                                         |       |       |

## November
| Tag          | Name                                | Beruf, bekannt als                                                             | Alter | Beleg |
| ------------ | ----------------------------------- | ------------------------------------------------------------------------------ | ----- | ----- |
| 11. November | Friedrich Wilhelm von Varenne       | preußischer Oberst, Chef des Infanterie-Regiments Nr. 31, Canon in Halberstadt |       |       |
| 12. November | Léon Potier de Gesvres              | französischer Prälat, Erzbischof von Bourges, Kardinal                         | 88    |       |
| 13. November | Johannes Nicolaus Kuhn              | deutscher Architekt                                                            | 74    |       |
| 19. November | Ambrosius Franz von Virmont         | deutscher Adliger                                                              |       |       |
| 26. November | Christopher Mansel, 3. Baron Mansel | walisischer Adliger und Politiker                                              |       |       |
| 29. November | Christoph Bernhard Crusen           | deutscher Pastor und Superintendent am Bremer Dom                              | 67    |       |

## Dezember
| Tag          | Name                                   | Beruf, bekannt als | Alter | Beleg |
| ------------ | -------------------------------------- | --- | ----- | ----- |
| 4. Dezember  | Justus Heinrich Dientzenhofer          | Baumeister der Barockzeit | 42    |       |
| 8. Dezember  | Marie-Anne de Mailly-Nesle             | Mätresse des französischen Königs Ludwig XV. | 27    |       |
| 10. Dezember | Adam von Weyherr                       | preußischer Generalmajor, Chef des Garnisonsregiment Nr. 5, Landeshauptmanns der Altmark, Drost von Bochum sowie Erbherr von Schmuckentin, Wulchow und Cölpin |       |       |
| 11. Dezember | Hieronymus de Bock                     | alt-katholischer Bischof von Haarlem |       |       |
| 12. Dezember | Christoph Starke                       | deutscher evangelischer Theologe | 60    |       |
| 13. Dezember | Charlotte de La Mothe-Houdancourt      | französische Gouvernante der königlichen Kinder Frankreichs                                                                                                   |       |       |
| 16. Dezember | Maria Anna von Österreich              | Erzherzogin von Österreich und Herzogin von Lothringen | 26    |       |
| 17. Dezember | Johanna Magdalena von Gersdorf         | deutsche Kirchenlieddichterin | 37    |       |
| 19. Dezember | Georg Olivier von Wallis               | österreichischer Feldmarschall | 71    |       |
| 21. Dezember | Johann Georg Wolfgang                  | preußischer Kupferstecher |       |       |
| 22. Dezember | Heinrich Karl von der Marwitz          | preußischer General der Infanterie | 64    |       |
| 23. Dezember | Élisabeth Charlotte de Bourbon-Orléans | durch Heirat Herzogin von Lothringen und Fürstin von Commercy                                                                                                 | 68    |       |
| 27. Dezember | Johann Samuel Strimesius               | deutscher Rhetoriker und Historiker | 60    |       |

## Datum unbekannt
| Tag | Name                       | Beruf, bekannt als                                       | Alter | Beleg |
| --- | -------------------------- | -------------------------------------------------------- | ----- | ----- |
|     | Zacharias Allewelt         | dänisch-norwegischer Seefahrer                           | 61/62 |       |
|     | Isaak Arnstein             | deutsch-österreichischer Bankier und Hoffaktor in Wien   | 61/62 |       |
|     | Claude Ballon              | französischer Tänzer und Choreograf                      | 72/73 |       |
|     | Angelo Michele Besseghi    | italienischer Violinist und Komponist des Barock         | 73/74 |       |
|     | Jean Jacques de Bougie     | französischer Feldmarschall                              | 88/89 |       |
|     | Giovanni Giuliani          | italienisch-österreichischer Stuckateur und Bildhauer    | 79/80 |       |
|     | Egbert van Heemskerk III   | niederländischer Maler                                   | 43/44 |       |
|     | Mihai Racoviță             | Fürst der Moldau und der Walachei                        |       |       |
|     | Filippo Randazzo           | italienischer Maler                                      | 51/52 |       |
|     | Johann Christian Rindt     | hessischer Orgelbauer                                    | 72    |       |
|     | Reinhold Carl von Rosen    | Graf von Bollweiler und Ettweiler, französischer General | 78    |       |
|     | Johann Nikolaus Schäfer    | deutscher Orgelbauer                                     | 72/73 |       |
|     | Christian Schumann         | deutscher evangelischer Pfarrer und Kirchenlieddichter   | 62/63 |       |
|     | Nikolaus Seeländer         | deutscher Kupferstecher, Numismatiker und Medailleur     | 62    |       |
|     | Wolf Balthasar von Selchow | königlich-preußischer Generalleutnant                    | 59/60 |       |
|     | Martin Vinazer             | Südtiroler Bildhauer                                     | 69/70 |       |